# 31. словеначка дивизија НОВЈ
Тридесетпрва словеначка (триглавска) дивизија НОВЈ формирана је наређењем Оперативног штаба за западну Словенију од 6. октобра 1943. године. Наређењем Главног штаба Словеније од 17. октобра 1943. преименована је у 26. триглавску дивизију, а 22. децембра 1943. (кад је ушла у састав Деветог корпуса) коначно је преименована у Тридесетпрву дивизију. При формирању имала је у свом саставу Седму бригаду „Франце Прешерен“, Шеснаесту бригаду „Јанко Премрл Војко“ и Толминску бригаду; крајем октобра у њен састав су ушле још Трећа бригада „Иван Градник“ и Горичка бригада; почетком новембра расформиране су Толминска и Горичка бригада, а њихово људство ушло је у састав Седме односно Треће бригаде. Почетком новембра 1943. имала је око 3300 људи.

## Борбени пут дивизије
Дејствовала је у делу Горењске, западно од Саве, у идријско-церкљанском и толминском подручју. Њене јединице су у другој половини октобра 1943. ликвидирале више мањих немачких упоришта у западној Горењској (у Селској и Пољанској долини), али је ускоро уследила немачка офанзива (13—20. новембра), у којој су учествовале веома јаке немачке снаге. Вештим маневровањем, дивизија се извукла готово без губитака из непријатељског обруча са подручја Церкна на Шентвишку висораван. Више успеха непријатељ је имао изненадним препадима својих трупова (специјални привремени састави обучени за партизански начин ратовања), у децембру 1943. и у јануару 1944. године. На тај начин скоро је у потпуности уништен Трећи батаљон Седме бригаде „Франце Прешерен“ на Покљуки (15. децембра), а тешке губитке претрпели су и батаљон Треће бригаде „Иван Градник“ и Партијска школа (27. јануара 1944. у Церкну). Јединице дивизије су после тих пораза појачале будност и бројно порасле, јер су од јануара до маја 1944. мобилисале 1500 нових бораца.
Ноћу 5/6. фебруара минерско-саботажна група дивизије упала је у рудник живе у Идрији, уништила постројења и тако онеспособила рудник за даљу експлоатацију. Крајем марта 1944, дивизија је, заједно с осталим јединицама Деветог корпуса, напала непријатељска упоришта на сектору Идрије, а средином априла, у нападу на железничку пругу Постојна—Трст, на релацији Логатец—Кошана порушила пругу на много места. Значајне акције извеле су њене диверзантске групе 2. априла у Опчини (итал. Villa Opicina), дизањем у ваздух биоскопске сале и крајем априла официрске мензе у Трсту, где су Немци имали велике губитке. Међу најзначајније успехе 31. дивизије убраја се проширење ослобођене територије у Горењској, освајање многих непријатељских упоришта у Бохињској долини и у околини Бледа (крајем маја), уништење дела железничке пруге Горица—Јесенице, после тродневних борби у Башкој грапи (крајем јуна и почетком јула) и освајање јаких упоришта Хотавља (18. јула), Чрног Врха (1. септембра), Пољана (1. октобра), Железника (23. новембра) и осталих места.
У последњим месецима рата, дивизија је, заједно с осталим јединицама Деветог корпуса, издржала ванредно тешке узастопне нападе јаких немачких и квислиншких снага на операционом подручју Корпуса. У последњој непријатељској офанзиви, у другој половини марта и почетком априла 1945, која је захватила већи део Словеначког приморја и западни део Горењске учествовало је преко 30.000 непријатељских војника), дивизија је претрпела осетне губитке (преко 600 погинулих, рањених и несталих), али је већ средином априла, заједно с осталим јединицама Деветог Корпуса кренула у противофанзиву, очистила Трновски гозд од непријатеља, продрла на запад у долину Соче и 1. маја 1945, пре доласка англоамеричких јединица, ослободила Горицу и Монфалконе (итал. Monfalcone, Тржич).